# Kizito Mihigo
Kizito Mihigo (Kibeho, 25 de julio de 1981-Kigali, 17 de febrero de 2020) fue un cantante ruandés de góspel, autor de canciones litúrgicas, organista, compositor de música sacra y presentador de televisión. Superviviente del genocidio, activista por la paz y la reconciliación, estudió en el Conservatorio de París en Francia. En 2010 creó la Fundación Kizito Mihigo por la Paz (KMP).
En abril de 2014, después de lanzar una canción crítica, inmediatamente prohibida por las autoridades ruandesas, fue arrestado y acusado de planear derrocar al gobierno. En febrero de 2015 fue sentenciado a 10 años de cárcel por conspirar en contra del gobierno del presidente Paul Kagame.

## Biografía
Kizito Mihigo nació el 25 de julio de 1981 en Kibeho, en el distrito de Nyaruguru, antigua prefectura de Gikongoro —actualmente Provincia Sur—, en Ruanda. Él era el tercero de seis hijos, sus padres fueron Augustin Buguzi y Placidia Iribagiza.

### Inicios musicales
Con nueve años, empezó a componer cancioncillas. Pero fue solo cinco años más tarde cuando se convirtió en el organista y compositor litúrgico más popular de la Iglesia católica de Ruanda, siendo alumno del Pequeño Seminario de Butare.

### Superviviente del genocidio
En 1994, se quedó huérfano como consecuencia del genocidio de los tutsis en Ruanda. Huyó a Burundi donde encontró a supervivientes de su familia. Intentó unirse en vano al Ejército Patriótico Ruandés (EPR) para vengar a sus familiares.

### Escolarización
En julio de 1994, regresó a Ruanda. Tras finalizar la enseñanza secundaria, se matriculó en el seminario para convertirse en sacerdote y, allí, a través de la música y la fe cristiana, consiguió perdonar a los que mataron a su padre.

### Formación musical y carrera
En 2001, participó en la composición del Himno Nacional de Ruanda. Justo después, las autoridades ruandesas —con el respaldo financiero del presidente de Ruanda, Paul Kagame— lo enviaron a estudiar al Conservatorio de París.
En París, Mihigo asistió a clases de órgano y de composición con Françoise Levechin-Gangloff, propietario de los grandes órganos de la iglesia Saint-Roch de París, profesor en el Conservatorio Nacional Superior de Música y de Danza de París (CNSMDP) y presidente del Conservatorio Internacional de Música de París (CIMP). Posteriormente, inició una carrera musical internacional desde Bélgica.

### Instalación en Ruanda
En 2011, Mihigo se instaló definitivamente en Ruanda y se convirtió en una personalidad artística respetada por la población y el poder. Estaba invitado a cantar a todas las ceremonias nacionales de conmemoración del genocidio. También se dio a conocer a través de las numerosas invitaciones a ceremonias oficiales en el parlamento y en otros lugares en los que interpretó el Himno Nacional Ruandés en presencia del jefe de Estado y de otros altos cargos dignatarios.

### Críticas
Su acercamiento al poder dio pie a numerosas críticas por parte de sus seguidores cristianos, quienes se quejaban de una cierta desviación de su compositor litúrgico hacia temas cada vez más políticos. En 2011, el cantante intentó tranquilizarlos.
Sus conciertos religiosos atraían a un gran número de personas en Kigali y Kibeho, ciudad natal del artista., Estos eventos solían contar con la presencia de diferentes ministros.
En 2011, los conciertos más populares del artista fueron el de Pascua y Navidad.

### Obras
Después del genocidio de 1994, el cantante ruandés compuso más de cuatrocientas canciones en veinte años.
Las más populares son:
- Arc en ciel[14]

- Twanze gutoberwa amateka[7]

- Inuma[14]

- Iteme[7]

- Urugamba rwo kwibohora[11]

- Mon frère congolais

- Mwungeri w’intama[7]

- Yohani yarabyanditse[15]

- Turi abana b’u Rwanda[7]

- Igisobanuro cy’urupfu[4]

- Umujinya mwiza[17]

### Muerte
Mihigo falleció el 17 de febrero de 2020 cuando su causa era sujeta a debate. La policía de Ruanda reportó al comité que se había suicidado bajo custodia de la policía, siendo encontrado ahorcado en una ventana de su celda, utilizando las sábanas según la policía. Se trató de un posible suicidio. Los oponentes políticos al gobierno de Ruanda han clamado que fue torturado hasta su muerte, entre ellos Faustin Twagiramungu.

## Activismo por la paz y la reconciliación
Durante su estancia en Europa, tras descubrir en 2007 el Movimiento Internacional de Reconciliación (MIR Francia), una ONG francesa que defiende la no violencia, Kizito Mihigo organizó una misa-concierto en Bruselas por la Paz en África.
Kizito Mihigo organizó para la comunidad católica africana residente en Europa conciertos de música sacra seguidos de una Misa de Réquiem por las víctimas de todo tipo de violencia en el mundo. Estas misas estaban oficiadas por Monseñor Léonard, obispo en aquel momento de la diócesis Namur. En 2010, este último se convirtió en arzobispo de Bruselas.
En 2010, el cantante creó la Fundación de Kizito Mihigo por la Paz (KMP), una Organización No Gubernamental ruandesa en defensa de la paz y la reconciliación.
Después de instalarse en Ruanda, comenzó una gira por las escuelas y todas las prisiones junto con su fundación y en colaboración con el Gobierno de Ruanda, la ONG World Vision y la Embajada de los Estados Unidos en Kigali.
En las escuelas, el objetivo consistió en la educación de los jóvenes en los valores de paz y de reconciliación y en la creación de Clubes de Paz. En las prisiones, el cantante buscó generar un debate con los detenidos sobre los crímenes cometidos antes de crear los clubes de diálogo llamados «clubes de transformación de conflicto».

## Premios
En agosto de 2011, en reconocimiento por sus actividades en favor de la Paz, Kizito Mihigo recibió el premio CYRWA (Cerebrating Young Rwandan Archievers) entregado por la Fundación Imbuto, organización de la primera dama de Ruanda, Jeannette Kagame.
En abril de 2013, el Gobierno de Ruanda (Rwanda Gouvernance Board) reconoció a la Fundación de Mihigo Kizito por la Paz (KMP) entre las diez principales ONG locales que han promovido la buena gobernanza. En esta ocasión, la fundación fue galardonada con el premio RGB award de 8 000 000 Frw (ocho millones de francos ruandeses).
El presidente Paul Kagame siempre había presentado a este músico superviviente del genocidio como un modelo para los jóvenes ruandeses.

## Presentador de televisión
Desde 2012, Kizito Mihigo presenta Umusanzu w'Umuhanzi [La contribución del artista], un programa semanal de la televisión nacional producido por la Fundación KMP.
En este programa de una hora, que se emitía todos los martes a las 22:00 horas, el cantante comenta los conciertos con los presos y los estudiantes. Una vez al mes, Mihigo modera el Diálogo interreligioso, un debate en el que intervienen líderes religiosos que pretenden encontrar, juntos, el papel de la religión en la construcción de la Paz.

## Vida privada
Cristiano católico, soltero y sin hijos, aficionado a las artes marciales y al cine. En 2012, un rumor en la prensa local hablaba de un romance secreto con la Miss Jojo, cantante local de rhythm and blues de confesión musulmana. Entrevistados, ambos artistas desmintieron la relación y dijeron tener una amistad profunda.
Desde 2009, Kizito Mihigo aparece a menudo en la prensa de corazón de Kigali como una de las celebridades que más atrae a las mujeres en Ruanda. En abril de 2013, el diario ruandés The New Times lo clasificó segundo entre los ocho hombres famosos más sexys de Ruanda.

## Problemas judiciales
El 15 de abril de 2014, tras permanecer ocho días desaparecido, la policía presentó a Kizito Mihigo ante los periodistas arrestado bajo sospecha de planear ataques terroristas y colaborar con las Fuerzas Democráticas para la Liberación de Ruanda - (FDLR) y el partido político Congreso Nacional de Ruanda - (CNR). Pero entre la opinión pública, muchos observadores estaban convencidos de que la detención del músico tuvo que ver con una canción muy crítica publicada y prohibida anteriormente.
Unas semanas antes de que se anunciase la detención, en su discurso de la Ceremonia de Colación de Grados a los oficiales de la Policía en Gishari —en el este del país—, el presidente Kagame declaró: «no soy cantante para entretener a los enemigos del Estado» Tras el anuncio oficial de la detención, el Gobierno ruandés prohibió la difusión de canciones de Kizito Mihigo en la radio y la televisión locales.
Horas después de la audiencia del 21 de abril de 2014, se emitió una entrevista de «confesión»: Kizito se ha «declarado culpable de todos los cargos y ha pedido ser asistido por un abogado». En una segunda entrevista dijo «haber aceptado la idea de leer un comunicado que denuncia la ausencia del Estado de Derecho en Ruanda y que apela a los jóvenes a sublevarse».

## Reacciones
Según algunos defensores de los Derechos Humanos entrevistados por Radio France Internationale, «estas confesiones son contrarias al principio de presunción de inocencia». Las fuentes oficiales ruandesas, por su parte, barren las acusaciones de tortura. Activistas ruandeses de los Derechos Humanos calificaron el arresto de Kizito Mihigo como una acción «deplorable para oprimir las iniciativas de reconciliación»
Para monseñor André-Joseph Léonard la detención de Mihigo es un error de identidad: «debe haber un error en la persona, no puedo ver en Kizito a un hombre peligroso para la sociedad», dijo el arzobispo de Bruselas, un año más tarde, en una entrevista con el periódico en línea Jambo News.

### Prensa internacional
Varios medios de comunicación internacionales comentaron el acontecimiento. Según Radio Francia Internacional, la detención de este músico causó revuelo en el país, incomprensión y miedo a una posible desestabilización. Las confesiones del cantante, ampliamente difundidas por los medios de comunicación locales, y los discursos de algunos políticos antes del comienzo del juicio provocaron la indignación entre los activistas de los Derechos Humanos, quienes denunciaron la violación de la presunción de inocencia.
Según Al Jazeera TV y Radio France Inter, el cantante secuestrado la víspera de la 20.ª conmemoración del genocidio, antes de comparecer ante la prensa ocho días más tarde, estaría experimentando las consecuencias de la letra de su canción «Igisobanuro cy'urupfu» [«El significado de la muerte»]. Réquiem reconciliador en el que el cantante critica la política de conmemoración implementada por el Gobierno de Kigali, liderado por el Frente Patriótico Ruandés - (FPR) de Paul Kagame.
Para la periodista belga Colette Braeckman, autora de numerosos libros sobre Ruanda y la región de los Grandes Lagos, es difícil de creer que el cantante estuviese en contubernio con las FDLR. Entrevistada por Le Nouvel Observateur, analizó la detención del cantante como una demostración de un malestar interno: «sin duda, algo más está sucediendo que no sabemos porque todo el mundo permanece callado, como ocurre a menudo en Ruanda», dijo la periodista belga, responsable del África Central en el diario Le Soir.

### Federación Internacional por los Derechos Humanos
La Federación Internacional por los Derechos Humanos (FIDH) denunció la detención por tener cierto matiz político. La organización hablaba de «una nueva demostración del giro represivo del régimen del presidente de Ruanda, Paul Kagame.

### Reporteros sin Fronteras
La organización Reporteros sin Fronteras reaccionó también tras la detención de Mihigo Kizito y sus coacusados, especialmente la del periodista Cassien Ntamuhanga. La ONG, que denunció su detención ilegal una semana antes del anuncio oficial de la policía, dijo que estaba preocupada por el clima de deterioro de los medios de comunicación en Ruanda y en particular por la detención de Cassien Ntamuhanga, Kizito Mihigo y los coacusados.

### Estados Unidos
Por su parte, Estados Unidos expresó su preocupación tras la detención de Kizito Mihigo. En esta ocasión, según Radio Francia Internacional, Washington recordó al Gobierno ruandés lo importante que es «permitir la libertad de expresión [...] respetar la libertad de prensa y conceder a los acusados las garantías mínimas para un juicio equitativo.

### Reino Unido
Reino Unido también retomó el caso de Kizito Mihigo y sus coacusados y pidió al gobierno ruandés la garantía de un juicio equitativo.

### Gobierno de Ruanda y partidos de la oposición en el exilio
Tras la reacción de Reino Unido y Estados Unidos, el presidente Paul Kagame, de viaje al oeste de Ruanda, rechazó las críticas por las detenciones arbitrarias. Amenazó con «seguir con los arrestos e incluso matar a plena luz del día a quienes intentasen desestabilizar el país».
La oposición ruandesa en el exilio, de la cual el Congreso Nacional Ruandés (CNC) y las Fuerzas Democráticas para la Liberación de Ruanda (FDLR) que, a partir de la detención de Kizito Mihigo, negaron haber trabajado con él y condenado su arresto, insistió en las declaraciones del presidente Paul Kagame. Un portavoz del CNC dijo estar perturbado y desilusionado por las propuestas del presidente. En cuanto a la detención del cantante Mihigo Kizito, afirmó que es una consecuencia por su canción «Igisobanuro cy'Urupfu». La FIDH también recordó las palabras del presidente Kagame. Considera que ha habido una escalada de violencia, también verbal, por parte de las autoridades ruandesas.

## Procedimiento
Después de dos aplazamientos, el juicio de Mihigo se inició el 6 de noviembre en Kigali. Kizito Mihigo se declaró culpable de todos los cargos en su contra y pidió la clemencia del jurado. Sus abogados dijeron que no encontraban pruebas consistentes de que se hubiese cometido una infracción. Los tres coacusados del cantante se declararon inocentes y denunciaron la tortura.
Durante el juicio, los fiscales exigieron la cadena perpetua contra el cantante.

### Veredicto
El 27 de febrero de 2015, fue condenado a diez años de prisión tras ser declarado culpable de conspiración contra el Gobierno del presidente Paul Kagame. Por falta de pruebas, fue, sin embargo, eximido del cargo de «conspiración por terrorismo».

## Reacciones tras el veredicto
Después de que se anunciara el veredicto, fueron numerosas las reacciones en la prensa internacional y por diversas Organizaciones No Gubernamentales.

### Prensa Internacional
El día de la sentencia, la prensa internacional, incluyendo la televisión France 24, Radio Francia Internacional y la agencia de noticias británica Reuters, incidió en la canción «Igisobanuro cy'urupfu» [«El significado de la muerte»], que, según los observadores, habría causado la ira del régimen y la caída en desgracia de este cantante cristiano que anteriormente era cercano al presidente Kagame y a su Gobierno. Algunos observadores entrevistados por la Agence France-Presse hablan de un «poder febril que no tolera las voces disonantes».
Para Susan Thomson, profesora de la Universidad Colgate en Nueva York, este juicio es una señal de que el gobierno está a la defensiva: «lo veo como un signo de debilidad [...] porque tienen que eliminar a las personas con una base esencial en el país». Para esta autora americana de numerosos libros sobre Ruanda, con el juicio de Kizito Mihigo, «el gobierno envía un mensaje a todos aquellos que quieran ser políticamente activos».

### Canción crítica
En esta canción melancólica en kiñaruanda, publicada en internet algunos días antes del inicio de la 20.ª conmemoración del genocidio —e inmediatamente prohibida por las autoridades ruandesas—, se puede escuchar: «soy superviviente del genocidio, pero eso no significa que ignore el sufrimiento de los demás... la muerte nunca es buena, ya sea por genocidio, guerra o venganza...» continúa el cantante cristiano, refiriéndose a supuestos crímenes cometidos por el Frente Patriótico Ruandés (FPR), partido en el poder. En el cuarto verso de la canción en cuestión, el cantante critica el programa Ndi Umunyarwanda [Soy Ruanda]. Este programa puesto en marcha por el Gobierno de Ruanda en 2013 anima a toda la población hutu a pedir disculpas por su papel perpetrado en el genocidio contra los tutsis en 1994. «Seamos humanos antes que ruandeses», canta el compositor tutsi, antes de añadir que es así como responde a la llamada de Dios.

### Organizaciones Internacionales No Gubernamentales de defensa de los Derechos Humanos
Después del veredicto, las Organizaciones No Gubernamentales Internacionales de defensa de los Derechos Humanos, tales como la Amnistía Internacional o Human Rights Watch, en sus informes para el año 2014-2015, criticaron la conducta del procedimiento penal, denunciando la detención ilegal, la tortura y la politización del mismo.
Reporteros Sin Fronteras también habló de este veredicto y pidió que la decisión del tribunal de Kigali fuese revisado por vía de la apelación.

### Oposición política
Unos días después del anuncio del veredicto, la oposición política de Ruanda habló de un «juicio a imagen del régimen». Deploró la falta de libertad de expresión en Ruanda y calificó al cantante Kizito Mihigo de «preso político».